# Centrale générale des services publics
 (août 2014).
La Centrale générale des services publics (CGSP), créée le 19 août 1945, est un syndicat belge qui affilie toutes les catégories de personnel qui travaillent dans le secteur public et assimilé. Chaque travailleur, qu'il soit employé ou ouvrier, peut s'affilier à un des dix secteurs de la CGSP qui correspond à sa spécificité professionnelle. Ces secteurs sont repris dans l'organisation générale qui regroupe en un seul syndicat tous les travailleurs du secteur public.
La CGSP est une organisation fédérale qui regroupe trois interrégionales : l'interrégionale de Bruxelles (IRB-BIG), l'interrégionale flamande (VLIG-ACOD) et l'interrégionale wallonne (IRW-CGSP).

## L'interrégionale wallonne (IRW-CGSP)
Pour les articles homonymes, voir IRW.

### Historique
C’est le Congrès extraordinaire de la CGSP du 26 octobre 1979 qui a décidé de la modification des statuts afin qu’ils soient appliqués à l’issue du Congrès statutaire de mai 1980.
Cette modification a été prise sur base de trois éléments : 
- la nouvelle répartition politique du pays ;
- l’adaptation aux structures nouvelles, basées sur trois interrégionales, décidées par la FGTB ;
- la spécificité des Administrations publiques.

En effet, la loi spéciale du 8 août 1980 de réformes institutionnelles crée des institutions régionales pour la Flandre et pour la Wallonie et approfondit les compétences des communautés. La Région wallonne dispose ainsi d'une assemblée législative délibérante et d'un exécutif responsable devant elle. Les décrets ont désormais force de loi. La CGSP est acquise à cette volonté de décentralisation, considérant qu’un contre-pouvoir syndical démocratiquement organisé sur le plan régional et communautaire est devenu indispensable. La création de nouvelles instances syndicales et l’adaptation de leurs compétences à celles attribuées aux pouvoirs politiques des Régions et des Communautés constituent la clef de cette nouvelle structure. Cette option importante a été prise dans un souci de cohésion et de maintien des liens de la classe ouvrière à l’échelon belge.
Le 15 octobre 1980, une semaine après que le gouvernement Martens III ait remis sa démission, le premier Bureau wallon élit en son sein son premier président, Roger Piton. Ce premier Bureau convoque le Congrès extraordinaire de création de l’Interrégionale wallonne. Il aura lieu à Namur, siège de l’IRW, le mercredi 5 novembre 1980.
Le 5 novembre 1980 se tient le Congrès de fondation de l’Interrégionale wallonne de la CGSP. Gilbert Mousset est élu premier Secrétaire général. La Belgique est frappée de plein fouet par le second choc pétrolier et s’enfonce inéluctablement dans la crise : le chômage flambe, les charbonnages ferment et la sidérurgie wallonne dépérit. Les secteurs industriels sont fortement touchés.  Les syndicats des services publics se mobilise contre les politiques menées par l’éphémère Gouvernement Gaston Eyskens V et surtout les pouvoirs spéciaux que mettra en œuvre dès 1982 le gouvernement Martens V. En janvier et février 1982, le gouvernement catholique-libéral décide de procéder à une dévaluation du franc belge. Celle-ci s’accompagne de mesures drastiques comme le blocage des salaires, les sauts d’indexation, la hausse de la TVA, la croissance zéro des finances publiques, les coupes budgétaires et la « cotisation de solidarité » à charge des agents des services publics. Plusieurs grèves se déroulent pendant le printemps 1982 mais l’épreuve de force aura lieu du 9 au 26 septembre 1983 avec une grève générale de l’ensemble des services publics qui durera plus de trois semaines.

### Principes fondamentaux de l'IRW-CGSP

#### Vision syndicale
L'IRW-CGSP, ayant une position socialiste démocrate, a, comme la FGTB wallonne, une conception anticapitaliste de la société. Voulant agir comme contre-pouvoir, l'IRW-CGSP revendique être totalement indépendant de tout parti politique.

### La dimension sectorielle wallonne: la structure verticale
L'IRW-CGSP est structurée au niveau des secteurs professionnels (poste, cheminots, etc.) afin de déterminer les relations entre les sections locales, régionales et nationales au sein de chaque secteur. Cet organigramme est basé sur les statuts et règlements d'ordre intérieur de la CGSP et de l'IRW-CGSP.
C’est ainsi que les secteurs représentent légalement les travailleurs dans les divers comités de négociation, de concertation, commissions paritaires…
Chaque secteur possède son autonomie en ce qui concerne :
- la détermination des revendications sectorielles ;
- les finances ;
- le règlement d’ordre intérieur (ne peut toutefois pas aller à l’encontre des statuts de la CGSP).

Chaque secteur possède des secrétariats locaux dans les régionales.

#### Activités culturelles
Affilie les travailleurs des arts du spectacle (il s'agit du secteur public – BRF Belgique, du secteur subventionné – les TV communautaires et du secteur privé – Canal+, radios locales, foyers culturels, orchestres symphoniques, opéras…) ; mais aussi de la RTBF et ses centres régionaux (il s'agit d'une entreprise publique autonome à caractère culturel dotée de la personnalité juridique et sous le pouvoir de tutelle de la Communauté française).

#### Admi
(Administrations et institutions) rassemble les affiliés des anciens secteurs wallons des Parastataux et des ALR (Administrations locales et régionales). Il regroupe les membres du personnel statutaires, contractuels ou quel que soit leur statut, actifs ou pensionnés, des Administrations locales, provinciales et des Institutions qui en dépendent et/ou y sont liées ainsi que les Institutions publiques et du personnel de la Police intégrée, structurée à deux niveaux. Il affilie également les demandeurs d'emploi issus d'une occupation dans ces services.

#### AMiO (Ex-Ministères)
(Administrations et Ministères, Ministeries en Overheidsdiensten). Affilie les agents travaillant à divers titres dans les ministères fédéraux, communautaires ou régionaux, devenus pour certains au gré des réformes des Services Publics Fédéraux (SPF et SPP) ou le Service Public de Wallonie (SPW). Chaque ministère dispose d'une structure syndicale complète.

#### Cheminots
Affilie chaque agent statutaire, temporaire ou contractuel de la SNCB et de ses filiales.

#### Enseignement
Affilie les membres du personnel directeur et enseignant, du personnel auxiliaire d'éducation, du personnel paramédical nommés à titre définitif, stagiaires, etc., les personnes au service d'une école privée laïque, les membres de l'inspection, les candidats à un emploi dans l'enseignement, les étudiants se destinant à l'enseignement, les pensionnés, les membres du personnel technique des centres psycho-médico-sociaux et des Offices d'orientation scolaire et professionnelle.

#### Gazelco
(Gaz-Électricité-Cokeries). Gazelco est le syndicat des gaziers et des électriciens. Il défend les intérêts des travailleurs occupés dans les entreprises et les organismes de production, de coordination, de transport et de distribution de gaz et d'électricité, plus exactement Electrabel, Laborelec, CPTE, Fluxys (anciennement Distrigaz ) , Statoil et Luminus (anciennement SPE ) .
Ces entreprises et sociétés dépendent du patronat privé. Les travailleurs sont donc soumis à la législation du secteur privé via la commission paritaire 326. Gazelco fait pourtant partie de la Centrale Générale des Services Publics, leur mission étant du domaine du service public.

#### Poste
Affilie le personnel de la « Poste » (bpost) tant statutaire que contractuel, quelle que soit la fonction exercée dans l'entreprise.

#### TBM
(Tram-Bus-Metro). Affilie au niveau national les travailleurs des trois sociétés régionales de transport. Pour la Wallonie, l'OTW et donc le TEC.

#### Telecom/Aviation
Affilie les ouvriers, les employés, les cadres de Belgacom, de l'Institut Belge des services postaux et des télécommunications (IBPT), de Belgocontrol et de BIAC, certains agents de la SABENA.
Avec près de 160 000 affiliés[Quand ?], la CGSP wallonne représente à elle seule près de 50 % des effectifs de la CGSP et est par conséquent l’une des plus grandes organisations syndicales qui forment la FGTB wallonne.

### La dimension intersectorielle wallonne: la structure horizontale
L'IRW-CGSP est structurée également au niveau des régionales intersectorielles (Liège, Charleroi, Namur, etc.) afin de déterminer les relations entre les secteurs au niveau régional.
Les régionales intersectorielles sont le centre nerveux de l’activité syndicale.
L'IRW-CGSP a défini dix zones géographiques qui couvrent l’ensemble du territoire de la Wallonie :
- Centre (La Louvière) ;
- Charleroi ;
- Hainaut occidental (implantation à Tournai) ;
- Huy ;
- Liège ;
- Luxembourg (Arlon) ;
- Mons ;
- Namur ;
- Verviers ;
- Welkenraedt.

Les affiliés germanophones sont affiliés à la régionale de Welkenraedt ou de Verviers.

### Structures verticale et horizontale – schéma général

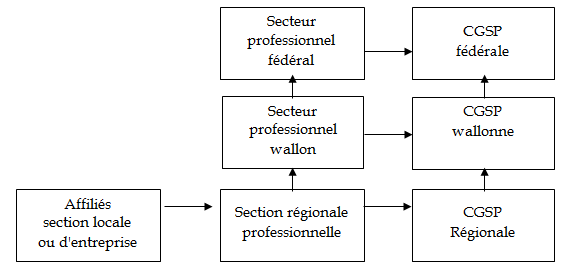
Structure verticale de la Centrale Générale des Services Publics

### Compétences de l'IRW-CGSP
L'IRW-CGSP regroupe, sur base de la proportion de 50 % pour les secteurs et de 50 % pour les régionales, l’ensemble des affiliés de la Région wallonne.
La répartition des mandats dans les différentes instances statutaires se fait sur cette base. Dans le respect des compétences sectorielles, l'IRW-CGSP dispose d’une autonomie complète en ce qui concerne toutes les matières.
Cela signifie que :
- face au pouvoir régional, elle se présente comme le seul interlocuteur qualifié ;
- en concertation avec les francophones de Bruxelles, elle constitue solidairement un interlocuteur au niveau de la Fédération Wallonie-Bruxelles ;
- pour les problèmes nationaux, ses positions sont répercutées dans les instances fédérales par ses mandants.

### Les organes statutaires de l'IRW-CGSP
L'IRW-CGSP dispose de quatre organes statutaires :
- le Congrès interrégional est l’instance supérieure de l'IRW-CGSP. Il se réunit statutairement tous les quatre ans et extraordinairement à la demande du Bureau. Il délibère sur les rapports moral et financier, procède à l’élection du Secrétaire général, du Secrétaire général adjoint et des quatre vérificateurs aux comptes, parraine les candidats francophones au Secrétariat de la CGSP fédérale et ratifie les membres du Bureau ;
- le Comité interrégional est convoqué par le Bureau qui en fixe l’ordre du jour ;
- le Bureau interrégional est chargé d’exécuter les décisions prises par le Congrès et les Comités. Il désigne ses délégués dans les représentations extérieures. Il est composé du Secrétariat, de 14 délégués de secteurs et de 14 délégués de régionales, de deux représentantes du Bureau des Femmes et de deux représentants de la Commission technique des Pensionnés et prépensionnés ;
- le Secrétariat interrégional assure le secrétariat politique de l'IRW-CGSP. Il est chargé de la formation militante, de la propagande, de la coordination et de l’application des décisions des autres organes statutaires. Il est composé au maximum de six membres : un Président, un Secrétaire général, un Secrétaire général adjoint, de deux vice-présidents.

### Le Bureau des femmes de l'IRW-CGSP
Le secteur public est traditionnellement lié à une part très importante de l’emploi féminin. Aussi, l'IRW-CGSP compte-t-elle près de 51 % de femmes affiliées.
Le Bureau wallon des Femmes de la CGSP est une instance délibérative qui relève de l'IRW-CGSP. Son action s’étend à toutes matières qui concernent les femmes.
Créé sur décision du Congrès de l’IRW-CGSP des 18 et 19 mai 2000, le Bureau wallon des femmes, dans sa forme actuelle, s’est réuni pour la première fois le 10 janvier 2001. Sa création entérine un « long processus qui, bien loin des groupes spécifiques ou encore des commissions techniques, consacre l’indispensable place des femmes dans les instances syndicales, tout autant qu’une ferme volonté de solidarité face aux problèmes et discriminations qu’elles rencontrent non seulement sur leur lieu de travail mais partout où leurs droits ne sont pas respectés ».
Son objectif est d’améliorer la qualité de vie professionnelle, sociétale et philosophique des femmes et de tendre à réaliser l’égalité hommes/femmes.
Le Bureau wallon des femmes suit les travaux du Bureau de l'IRW-CGSP et fédérale et veille à la réalisation des engagements pris par les congrès en faveur de l’égalité pour tous.

### La CGSP francophone
Prévue de longue date par les statuts de la CGSP fédérale, cette instance a été créée officiellement en 2005 et se réunit, à la demande de l'IRW-CGSP ou de l’Interrégionale de Bruxelles, pour toute question qui relève de la Communauté française.

### Les missions de l'IRW-CGSP

#### La presse syndicale
L'IRW-CGSP dispose de son propre organe de presse mensuel : le journal TRIBUNE. Édité depuis la création de la CGSP en 1945, et communautarisé en 1990, le journal Tribune couvre l’ensemble des spécificités des secteurs des services publics. En collaboration avec l’Interrégionale de Bruxelles, Tribune présente la particularité de se décliner en huit éditions différentes (une par secteur de la CGSP, les secteurs Poste et TBM s’étant regroupés et le secteur Parastataux de Bruxelles collaborant à la Tribune Admi). Chacune de ces éditions contient 16 pages : huit pages dévolues à l’information intersectorielle et les huit pages suivantes consacrées à l’actualité sectorielle (16 dans le cas de l’édition du secteur Enseignement qui contient donc 24 pages). Publiée à environ 175 000 exemplaires[Quand ?], chaque affilié reçoit gratuitement un exemplaire de sa Tribune. Le mensuel Tribune est totalement autofinancé et ne recourt jamais à la publicité commerciale[réf. souhaitée].
Info-Azöd
Depuis 1990, l'IRW-CGSP publie également un journal syndical en langue allemande appelé Info-Azöd (Info-CGSP, en allemand). Cette publication intersectorielle paraît environ quatre fois par an, ne se substitue pas au journal Tribune et comporte des informations spécifiques à la Communauté germanophone.

#### Les relations internationales
Les travailleurs des secteurs Admi, AMiO et Gazelco sont affiliés à la Fédération européenne des Services Publics (FSESP) au niveau européen et à l’Internationale des Services Publics (ISP) au niveau international. Les travailleurs des secteurs Cheminots et TBM sont affiliés à la Fédération Européenne des Travailleurs du Transport (ETF) et à la Fédération Internationale des Travailleurs du Transport (ITF). Les travailleurs des secteurs Poste, Activités culturelles et Télécom-Aviation sont affiliés à UNI et UNI Europa. Les enseignants sont affiliés à l’Internationale de l’Éducation (IE). La CGSP est par ailleurs membre de la Confédération Européenne des Syndicats (CES) et de la Confédération Syndicale Internationale (CSI) à travers la FGTB, pour ce qui est de la représentation intersectorielle.
L'IRW-CGSP participe également aux Forums sociaux européens et mondiaux (FSM).

#### Un service d’études et d’analyses syndicales
L'IRW-CGSP s’est doté en 2008 d’un service d’études afin « d’appréhender de manière transversale et interdisciplinaire l’ensemble des facteurs qui conditionnent la vie des travailleurs des services publics ».

### Date des congrès statutaires
- 5 novembre 1980 : congrès de fondation
- 23 mai 1984 : 1er congrès statutaire
- 30 mai 1988 : 2e congrès statutaire
- 19 mai 1992 : 3e congrès statutaire
- 14 mai 1996 : 4e congrès statutaire
- 18-19 mai 2000 : 5e congrès statutaire
- 6-7 juin 2004 : 6e congrès statutaire
- 4-5-6 juin 2008 : 7e congrès statutaire
- 30-31 mai et 1er juin 2012 : 8e congrès statutaire
- 26-27 mai 2016 : 9e congrès statutaire
- Le Congrès statutaire prévu en mai 2020 est reporté à la suite des mesures de lutte contre la pandémie de Covid-19. Les instances seront renouvelées lors d'un Comité wallon qui se transformera en Congrès le 27 août 2020.

### Secrétaires généraux de l'IRW-CGSP
- Gilbert Mousset (cheminots – Liège) : du 5 novembre 1980 au 23 octobre 1985.
- Guy Seret (ALR - Liège) : du 23 octobre 1985 au 6 juin 1991.
- André Mordant (ALR – Liège) : du 6 juin 1991 au 26 juin 2002.
- Francis Wegimont (Admi – Liège) : du 26 juin 2002 au 30 mai 2012.
- Gilbert Lieben (Admi - Liège) : du 30 mai 2012 au 26 mai 2016.
- Patrick LEBRUN (AMIO-Liège) : du 26 mai 2016.

Depuis le 4 juin 2008, un secrétaire général adjoint compose également le secrétariat wallon.
Laurent Pirnay (Admi - Verviers) : du 4 juin 2008.

### Présidents du Bureau de l'IRW-CGSP
- Roger Piton(Enseignement - Centre) : du 15 octobre 1980 (élu lors du Bureau préalable à la convocation du congrès de fondation) au 15 février 1982.
- Edgard Magis (ALR – Liège) : du 15 février 1982 au 30 avril 1990.
- Charles Seumois (Cheminot – Namur) : du 21 mai 1990 au 15 mai 1996.
- Henri Dujardin (Cheminot – Hainaut occidental) : du 15 mai 1996 au 15 juin 1998.
- Nicolas Stassart (AMiO – Verviers) : du 15 juin 1998 au 19 février 2001.
- Francis Steifer (Cheminot – Luxembourg) : du 18 avril 2001 au 15 juin 2009.
- Roland Vansaingele (AMiO – Hainaut occidental) : du 15 juin 2009 au 27 mai 2016.
- Daniel Verdebout (ADMI - Tournai) depuis le 27 mai 2016.
- Philippe Barbion (ADMI - Charleroi) depuis le 19 avril 2021.